# Pelita Jaya (Muara Lakitan)
Pelita Jaya is een bestuurslaag in het regentschap Musi Rawas van de provincie Zuid-Sumatra, Indonesië. Pelita Jaya telt 2111 inwoners (volkstelling 2010).